# Andrea Testa
Andrea Testa (Buenos Aires, 17 de septiembre de 1987) es una guionista y directora argentina, conocida por codirigir La larga noche de Francisco Sanctis.

## Filmografía

### Director
| Año  | Título                              | Comentario                           |
| ---- | ----------------------------------- | ------------------------------------ |
| 2007 | El Río                              | Cortometraje                         |
| 2009 | Sea una familia feliz               | Cortometraje                         |
| 2010 | Uno Dos Tres                        | Cortometraje                         |
| 2010 | Argentino Vargas                    | Asistente de director - Cortometraje |
| 2011 | Imagenes para antes de la Guerra    | Asistente de director - Cortometraje |
| 2014 | Sucursal 39                         | Asistente de director - Cortometraje |
| 2015 | Pibe Chorro                         | Documental                           |
| 2015 | Después de Sarmiento                | Asistente de director - Documental   |
| 2016 | La larga noche de Francisco Sanctis |                                      |

### Guionista
| Año  | Título                              | Comentario |
| ---- | ----------------------------------- | ---------- |
| 2016 | La larga noche de Francisco Sanctis |            |